# Claudio Agostini
Claudio Andrés Agostini González (30 de mayo de 1967) es un economista, académico e investigador chileno, exvicepresidente ejecutivo de la estatal Empresa Nacional de Minería (Enami).
Estudió en el Colegio San Ignacio El Bosque, en la capital chilena, y luego en la Pontificia Universidad Católica de Chile.
En su época universitaria fue un activo miembro de la Democracia Cristiana local (PDC), al punto que ocupó puestos de representación estudiantil. Es parte de la generación de, entre otros, Claudio Orrego Larraín, Alberto Undurraga y Sergio Espejo.
Una vez egresado, a comienzos de los años '90, trabajó como asesor del subsecretario de Hacienda, Pablo Piñera.
En 1994, con 26 años, asumió como el vicepresidente ejecutivo más joven en la historia de la Enami, por encargo del presidente Eduardo Frei Ruiz-Tagle. Dejó la responsabilidad en 1997 para partir a cursar un doctorado en economía en la Universidad de Míchigan, Estados Unidos, gracias a una beca del Banco Mundial. Consiguió el grado de Ph.D. el año 2003.
A comienzos de 2013 fue nombrado encargado programático del comando del propio Orrego, precandidato presidencial del PDC para las elecciones primarias de la oposición de ese año.
Ha impartido clases en la Universidad Alberto Hurtado, Adolfo Ibáñez y en el programa Ilades-Georgetown University.
Ha sido asesor en materia de telecomunicaciones y de la Fiscalía Nacional Económica.
Desde noviembre de 2022, se desempeña como voluntario de la Undécima Compañía de Bomberos "Pompa Italia", de Santiago.